# Tympanogaster dorsa
Tympanogaster dorsa är en skalbaggsart som beskrevs av Perkins 2006. Tympanogaster dorsa ingår i släktet Tympanogaster och familjen vattenbrynsbaggar. Inga underarter finns listade i Catalogue of Life.